# Robert Smith
Robert James Smith (Blackpool, 21 de abril de 1959) é um cantor e compositor inglês. É o vocalista, guitarrista, multi-instrumentista, compositor principal e único membro contínuo da banda britânica de rock The Cure, que ele cofundou em 1978. Ele também foi guitarrista e membro da banda Siouxsie and the Banshees entre 1982 e 1984.
Tornou-se, ao longo de várias décadas de carreira coerente e cheia de êxitos, um ícone e uma referência para a música independente moderna recolhendo a admiração de imensos nomes da música alternativa.
O seu reconhecimento, ainda que algo tardio, surgiu em força nos anos 2000 com diversas homenagens tanto à sua banda como à sua pessoa e de onde se podem destacar os tributos da revista Q, MTV, NME, Rock Walk of Fame e Ivor Novello.
Smith também é conhecido pela sua imagem de marca que ele consolidou no início da década de 1980 e mantém até hoje, lábios esborratados de batom, olhos pintados de preto e especialmente o seu cabelo desgrenhado.

## Primeiros anos
Robert Smith é o terceiro filho de Rita e Alex nascido em Blackpool no dia 21 de abril de 1959. Tem duas irmãs, Margaret e Janet e um irmão, Richard.
Smith cresceu no seio de uma família de classe média, católica, que incentivava os filhos a desenvolverem as suas capacidades artísticas. Dos anos em que viveu em Blackpool, ficou-lhe sempre na memória o mar, que ficava perto de sua casa e essa memória viria a ter muita influência na sua vida futura.
Em 1962 mudou-se para Horley em Surrey, onde frequentou a escola primária St. Francis Primary School.
Em março de 1966, ainda criança, mudou-se para Crawley, (Sussex), uma cidade na periferia de Londres que segundo Robert era extremamente deprimente e sem nada de interessante para fazer.
Frequentou a St Francis Junior School, Notre Dame Middle School entre 1970 até 1972 e St. Wilfrids Comprehensive School entre 1972 até 1977.
Enquanto adolescente, por culpa dos irmãos mais velhos, foi bastante influenciado pelos The Beatles, Jimi Hendrix, Captain Beefheart, Alex Harvey, Slade, T. Rex, Nick Drake, entre outros e especialmente David Bowie.
Aos 13 anos, com cabelo muito longo, é um adolescente um pouco problemático, que culmina com a sua suspensão da escola por ser considerado uma má influência para os seus colegas. Nesta altura conhece Mary Poole, sua futura esposa, com quem namoraria pouco depois e se casaria em 1988.
Em Crawley, conhece novos amigos e é nesta cidade que desperta verdadeiramente o seu gosto e talento para a música.
Forma uma banda com os amigos da escola para ocupar o tempo em que não tinha aulas.
Depois de vários projectos falhados, formou os The Easy Cure, embrião do que mais tarde iriam se tornar o The Cure.
Quando o punk explodiu no Reino Unido, Robert Smith era ainda um adolescente e imediatamente aderiu ao movimento, embora não no aspecto visual mas sim à atitude "faça-você-mesmo". Robert diria mais tarde, "apercebi-me também rapidamente que tal como outros movimentos há partes boas e partes más. A ideia de usar alfinetes e ser um punk não era verdadeiramente a essência. Era mais por eu começar a sair e fazer a minha própria música."
Era um ouvinte assíduo do programa de John Peel, da BBC Radio e sonhava, um dia, ele próprio ser convidado para apresentar a sua música.

## Carreira

### Malice, Easy Cure e The Cure
Desde 1976, ano em que formou os Malice, que após outra encarnação chamada Easy Cure se tornou The Cure, grupo de maior sucesso da qual maior parte de seu trabalho como compositor foi desenvolvido.
Robert Smith para além de guitarra já tocou baixo, teclado e flauta doce em situações ocasionais, para além de ter composto quase a totalidade da obra do The Cure; também co-produziu quase todos os álbuns.

### Imagem
Robert Smith ajudou a popularizar o estilo gótico de vestir com a sua imagem de marca; lábios esborratados de batom e o cabelo preto completamente desgrenhado; uma imagem que ele adoptou desde os primeiros anos da década de 1980. Segundo o baixista de Siouxsie and the Banshees, Steven Severin, Robert usou pela primeira vez o batom de Siouxsie Sioux em 1983 após ter usado ópio. Apesar disso, Robert afirma que sempre usou maquiagem desde muito novo.
As suas letras para os primeiros discos da banda — particularmente os álbuns Seventeen Seconds, Faith, Pornography, e posteriormente Disintegration — estão centrados em temas de existencialismo, tristeza, solidão, isolamento e perdas. O ambiente sombrio destes álbuns, juntamente com a sua imagem em palco cimentou a imagem "gótica" da banda, embora Smith rejeitasse o termo e não tivesse qualquer intenção de iniciar moda ou subcultura.
A estética e a sonoridade da banda foi de obscura a psicadélica e pop, a começar no álbum The Top de 1984. Em 1986, Smith foi mais longe na mudança de imagem ao aparecer em palco com o cabelo cortado bastante curto (isto pode ser visto no In Orange, um concerto no sul da França editado em video em 1987) e em fotos de imprensa usando calções de futebol e polos.
Apesar do estilo de composição de Smith sugerir uma pessoa deprimida, ele afirmou que atualmente suas canções não reflectem a maneira como ele se sente sempre ou mesmo a maior parte do tempo. No início da década de 1980, Smith passou por uma intensa crise depressiva, agravada por consumo de drogas alucinógenas e álcool, o que refletiu quase diretamente nas composições e letras do Cure, particularmente no álbum Pornography de 1982:
Na altura que escrevemos o Disintegration… é apenas acerca de como eu verdadeiramente estava, como eu me sentia. Mas eu não sou assim o tempo todo. Essa é a dificuldade de escrever músicas que são um bocado deprimentes. As pessoas pensam que és assim o tempo todo, mas eu não penso isso. Eu simplesmente escrevo quando estou deprimido.[carece de fontes?]

### Estilo de composição
As letras de Smith mostraram variados estilos e temas ao longo dos anos. As primeiras canções incorporavam literatura, parafraseando partes de O Estrangeiro de Albert Camus em "Killing an Arab", surrealismo em "Accuracy" e partes poéticas em "Another Day" e "Fire in Cairo". Nas décadas subsequentes, Smith explorou mais o seu lado poético e melancólico.
A escrita de Smith tornou-se mais voltada para o pop após o período soturno de Seventeen Seconds, Faith e Pornography. Apesar da aparente sonoridade mais alegre, as faixas frequentemente continham temas sombrios; o single "In Between Days", por exemplo, contrasta uma energética batida pop rock com letras acerca de tristeza e de uma relação perdida.
Numa entrevista em 2000, Smith disse que "…há um tipo particular de música, um tipo de música "atmosférico", que eu aprecio fazer com os Cure. Eu aprecio esse som mais do que qualquer outro." Quando lhe perguntaram acerca do "som" quando compõe, Smith disse que "…não penso que haja tal coisa como um som típico dos Cure. Eu penso que que há vários "sons Cure" de vários períodos diferentes e diferentes composições da banda."

### Siouxsie and the Banshees, the Glove
Em setembro e outubro de 1979, após uma deserção incomum de Siouxsie and the Banshees com a saída apressada do guitarrista John McKay quando o The Cure abriu para eles, Robert Smith, temendo o cancelamento da turnê, ofereceu-se para tocar para os Banshees como guitarrista até o final de o passeio.
Mais tarde, além do The Cure, ele foi membro titular oficial do Siouxsie and the Banshees entre novembro de 1982 e maio de 1984, substituindo o guitarrista John McGeoch. Gravou com eles o álbum ao vivo Nocturne em 1983 e gravou e co-escreveu o álbum Hyaena em 1984.
Ele também formou o The Glove com o baixista do Banshees, Steven Severin, para um álbum, Blue Sunshine, em 1983.

### Outros Projetos
Produziu 2 músicas dos Obtainers em 1979 para a editora de Ric Gallup, Dance Fools Dance. Um projecto de dois miúdos que apenas utilizavam tachos e panelas. Depois de terem deixado a gravação debaixo da porta de Robert e ele ter ouvido e gostado, resolveu imidiatamente produzir.

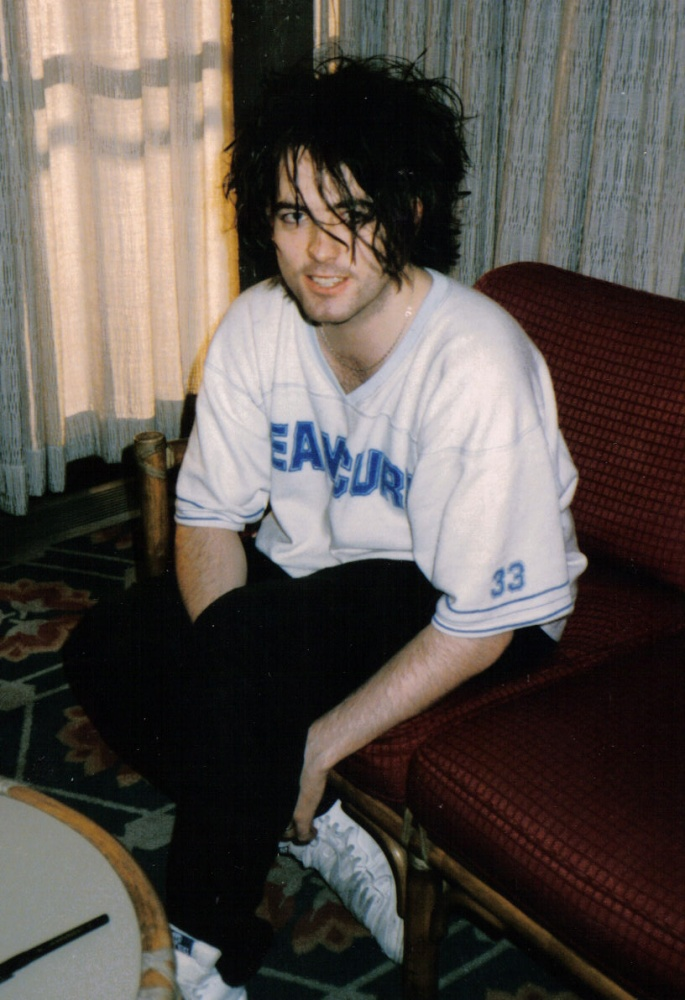
Robert Smith em 1985

Fundou também juntamente com Simon Gallup, Porl Thompson, Lol Tolhurst, Frank Bell (carteiro), Janet e Margaret (ambas irmãs de Robert) os Cult Hero, um projecto paralelo que apenas serviu de pretexto para trazer Simon Gallup para os The Cure, assim como tornar famoso um carteiro local com uma enorme ânsia de fama. Apesar de ter sido um fracasso em quase todo o mundo, no Canadá foi um relativo sucesso.[carece de fontes?]
Em 1981 fez também a banda sonora do filme animado de Ric Gallup, Carnage Visors, uma música com o mesmo nome com quase 30 minutos. Este filme seria usado em vez de uma banda de suporte na Picture Tour deste mesmo ano.
Ainda em 1983 foi convidado por Nicholas Dixon, coreógrafo do Royal Ballet, a compor uma música para "Les Enfants Terribles". Apresentou na BBC2 Siamese Twins numa tentativa de adaptação, mas decididamente não gostou do resultado e desistiu do projecto. Apresentou-se com uma banda original, ele próprio na voz e guitarra, Steven Severin no baixo, Andy Anderson na bateria e os The Venomettes nas cordas.
Em 1997 concretizou o sonho de subir a um palco com David Bowie, após este o ter convidado para a festa do seu 50º aniversário no Madison Square Garden.
Ainda em 1997, após ter iniciado uma amizade com o guitarrista de Bowie, Reeves Gabrels, iria dar origem a mais uma colaboração que se denominaria de Cogasm. Desta colaboração editam a "A Sign From God" que faz parte da banda sonora de Orgazmo, um filme de Trey Parker e Matt Stone assim como Wrong Number, que seria incorporada no álbum dos Cure, Galore. Robert Smith colaborou também no álbum a solo de Reeves, concretamente na música "Yesterday's Gone". Uns anos mais tarde, Reeves viria a integrat os The Cure.
Robert Smith deu voz a si próprio na primeira temporada da série animada South Park a pedido de um dos criadores, Trey parker, que é um fã dos Cure. Smith apareceu no episódio "Mecha-Straisand", aonde lutava contra a gigante metálica Barbra Streisand. Assim que ele se afasta triunfante pela montanha acima no fim do episódio, um dos personagens principais, "Kyle Broflovski" grita, "O Disintegration é o melhor álbum de sempre."
Nos últimos anos tem efectuado várias colaborações, entre as quais com, Blink-182, Blank & Jones, Billy Corgan, Junior Jack, Junkie XL, Faithless, Paul Hartnoll.
Em Novembro de 2004, subiu ao palco a convite dos Placebo, para cantar um dos hits desta banda, Without You I'm Nothing e também Boys Don't Cry dos Cure.
Em Dezembro de 2006, Smith apareceu ao lado dos Korn nas músicas, Make me bad e In Between Days, na apresentação desta banda em versão unplugged para a MTV. Um facto que desagradou consideravelmente aos seus fãs devido às diferenças gritantes entre as sonoridades e ambiências de ambas as bandas.
Em 2010 foi chamado pelo grupo Crystal Castles, para regravar a música "Not In Love" , que foi lançada em dezembro .

## Discografia

### Em bandas
- Nos Banshees apenas fez parte da banda entre 1983 e 1984.

### Solo

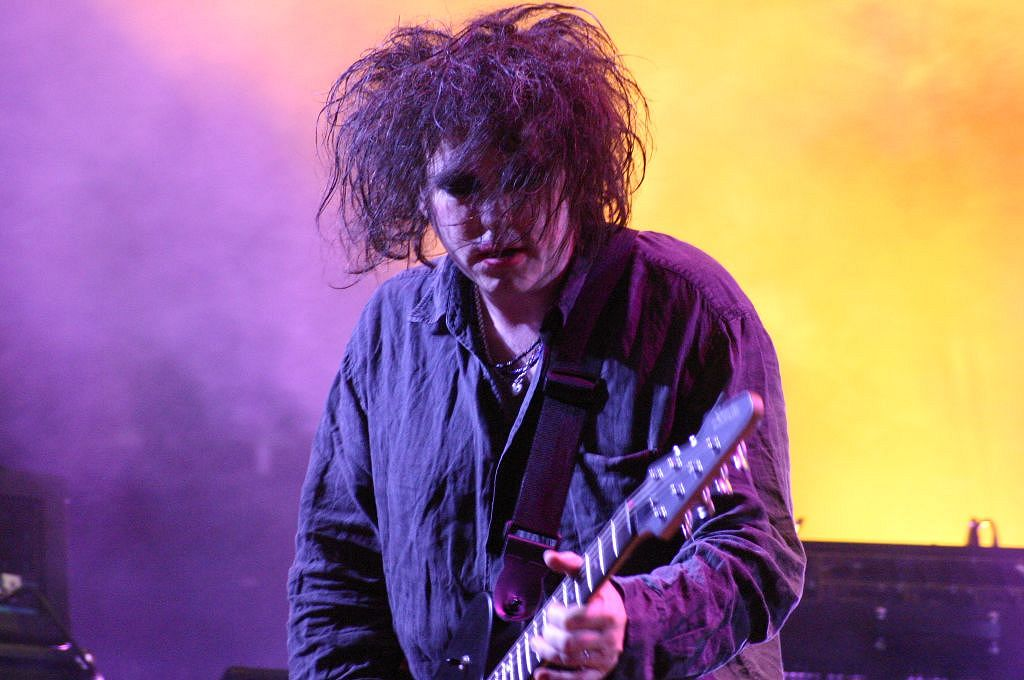
Robert Smith em 2004

Por mais de duas décadas, Smith tem deixado a entender — mas já com poucos crentes — que poderá fazer um álbum a solo. De 1983 até 2001 houve períodos em que essa possibilidade esteve na iminência de suceder. Entre outras ocasiões, mais recentemente em 2001, Robert Smith pretendia terminar com os The Cure e fazer um álbum a solo, mas foi persuadido a continuar com a banda por Ross Robinson, fã dos Cure, que viria a ser o produtor do álbum seguinte.